# Togbo (peuple)
Pour les articles homonymes, voir Togbo.
Les Togbo sont une population d'Afrique centrale vivant en République centrafricaine et en République démocratique du Congo. Ils font partie du groupe des Banda.

## Ethnonymie
Selon les sources et le contexte, on observe quelques variantes : Atogbo, Togbos.

## Langues
Leur langue est le togbo (ou togbo-vara, tohgboh, tagbo), une langue adamawa-oubanguienne. Le nombre total de locuteurs a été estimé à 24 000, dont 12 000 en République démocratique du Congo lors du recensement de 1984 et 12 000 en République centrafricaine en 1996. Le mono est également utilisé. Certains hommes, notamment parmi les plus jeunes, parlent aussi le lingala ou le sango.
- Un village en RCA dans la préfecture de la Basse Kotto est habité par les Togbo ce Village est appelé  Togbo

## Culture

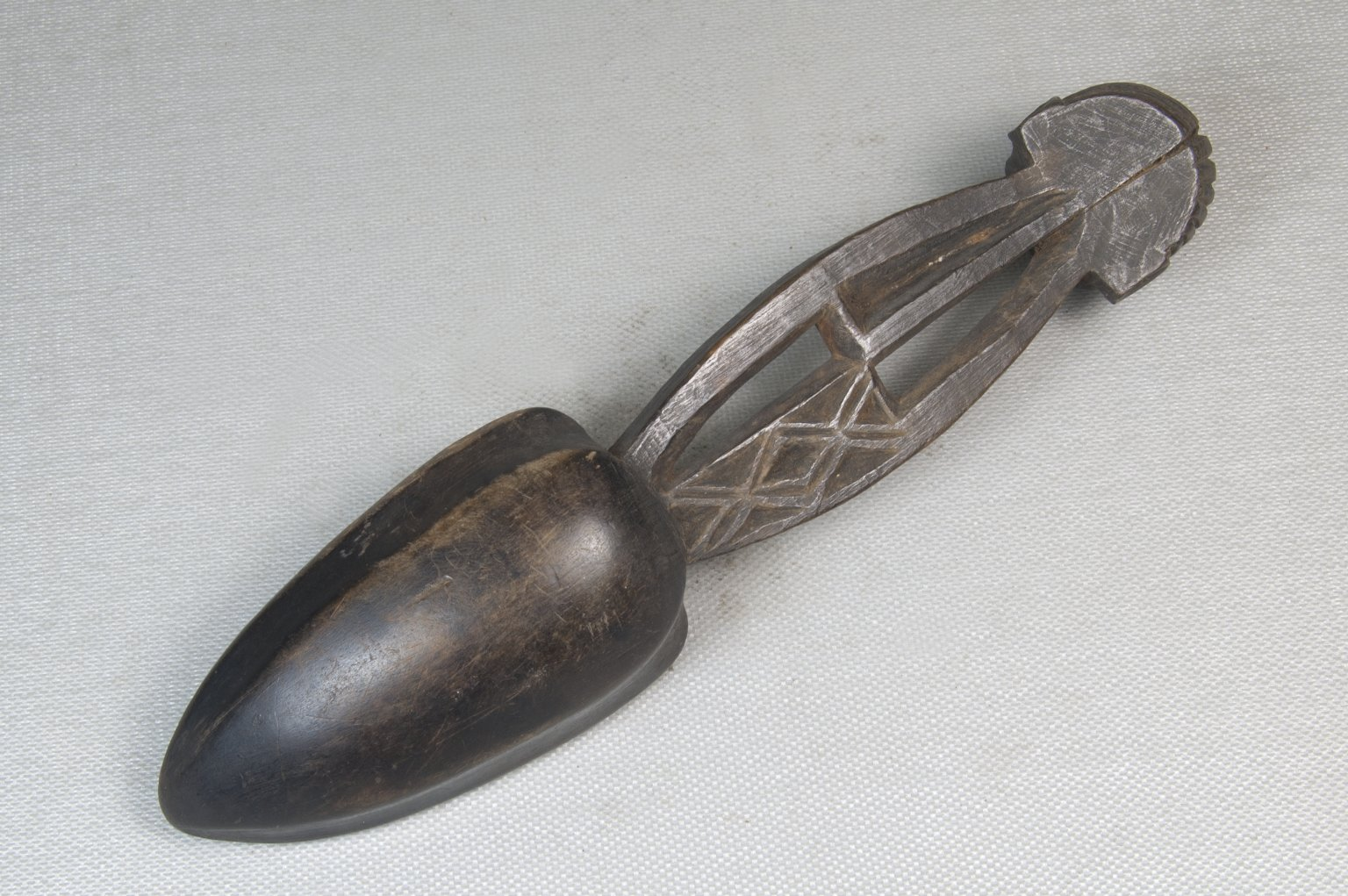
Cuiller attribuée aux Togbo